# ژان-ژاک مونیه
ژان-ژاک مونیه (فرانسوی: Jean-Jacques Mounier‎؛ زادهٔ ۱۲ ژوئن ۱۹۴۹) جودوکار اهل فرانسه است.